# NK Ravne-Zovik
NK Ravne-Zovik je hrvatski bosanskohercegovački nogometni klub iz Gornjeg Zovika.

## Povijest
U sezoni 1995./96. igrali su Općinsku nogometnu ligu Ravne-Brčko.
Natjecali su se u 2. županijskoj ligi PŽ.